# Naumbourg (Saale)
Pour les articles homonymes, voir Naumburg.
Naumbourg, en allemand Naumburg an der Saale, est une ville allemande d'environ 32 000 habitants, située dans le land de Saxe-Anhalt au bord de la Saale.
Elle est réputée pour sa cathédrale Saints-Pierre-et-Paul, célèbre notamment pour sa statue d'Ute de Naumbourg.
On peut y admirer la place du marché et visiter l'ancienne demeure de Nietzsche.
L'hôtel de ville a été construit entre 1517-1528 dans un style gothique flamboyant.

## Galerie

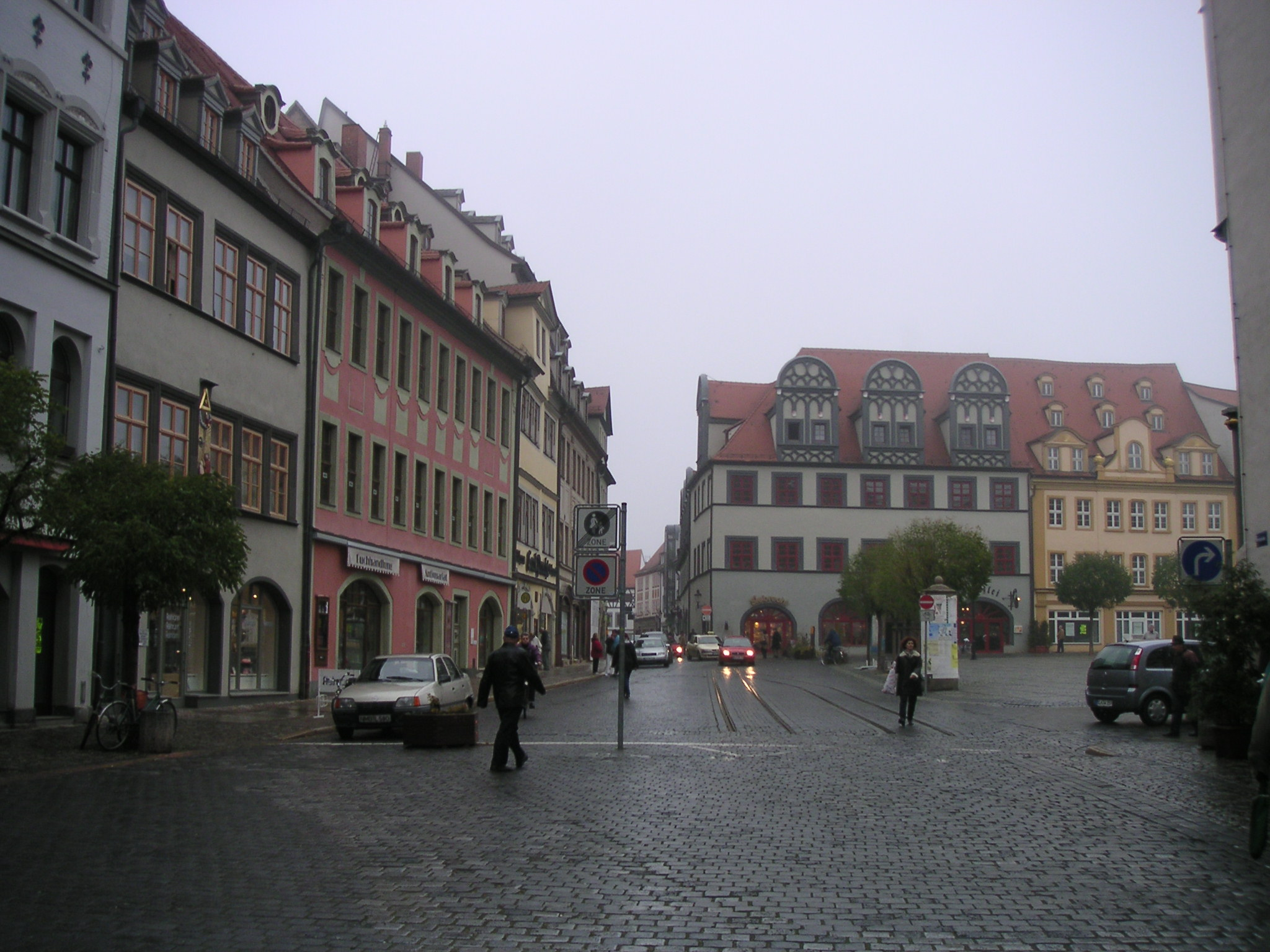
Place du marché.
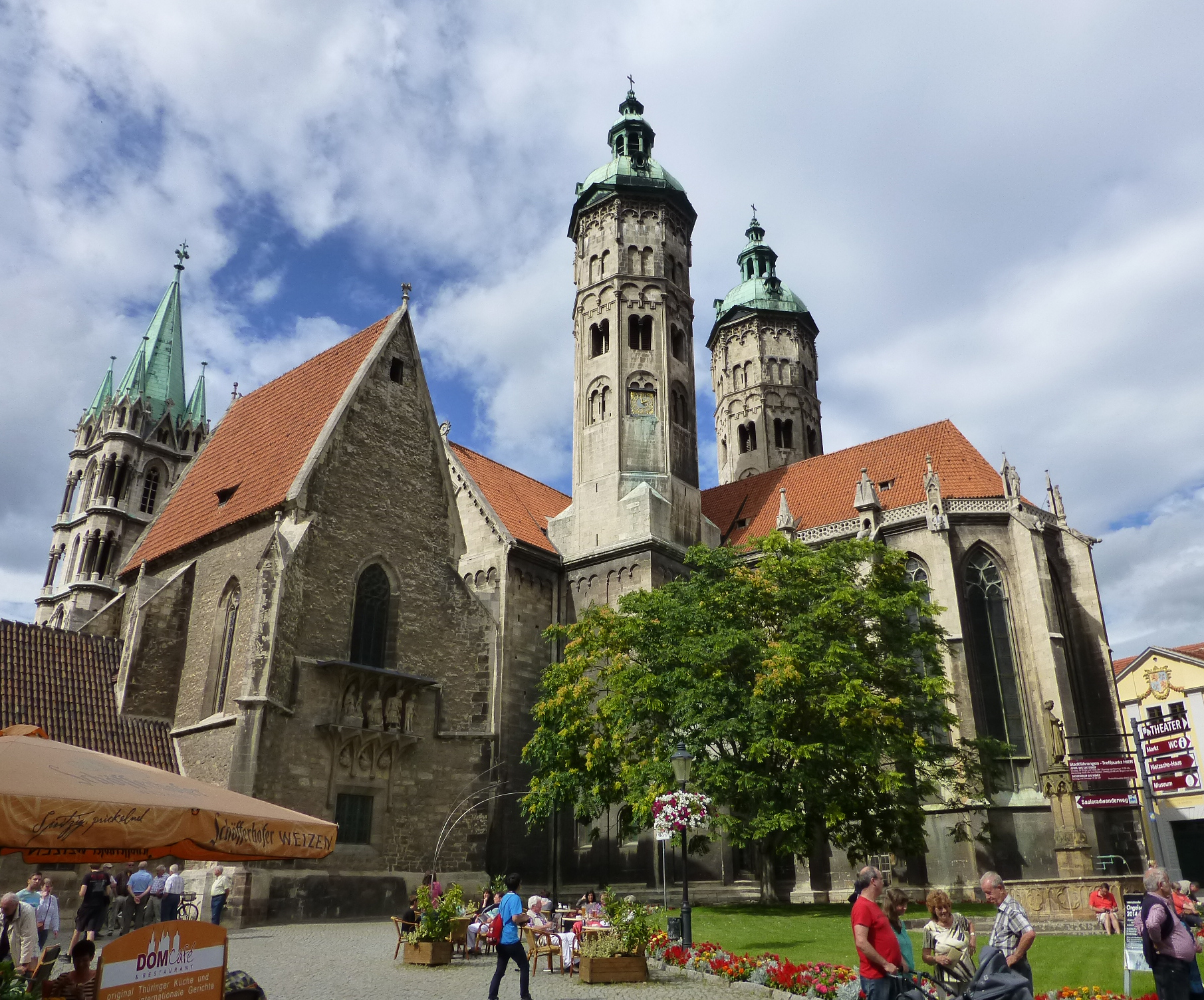
Vue de la cathédrale Saints-Pierre-et-Paul en 2014.
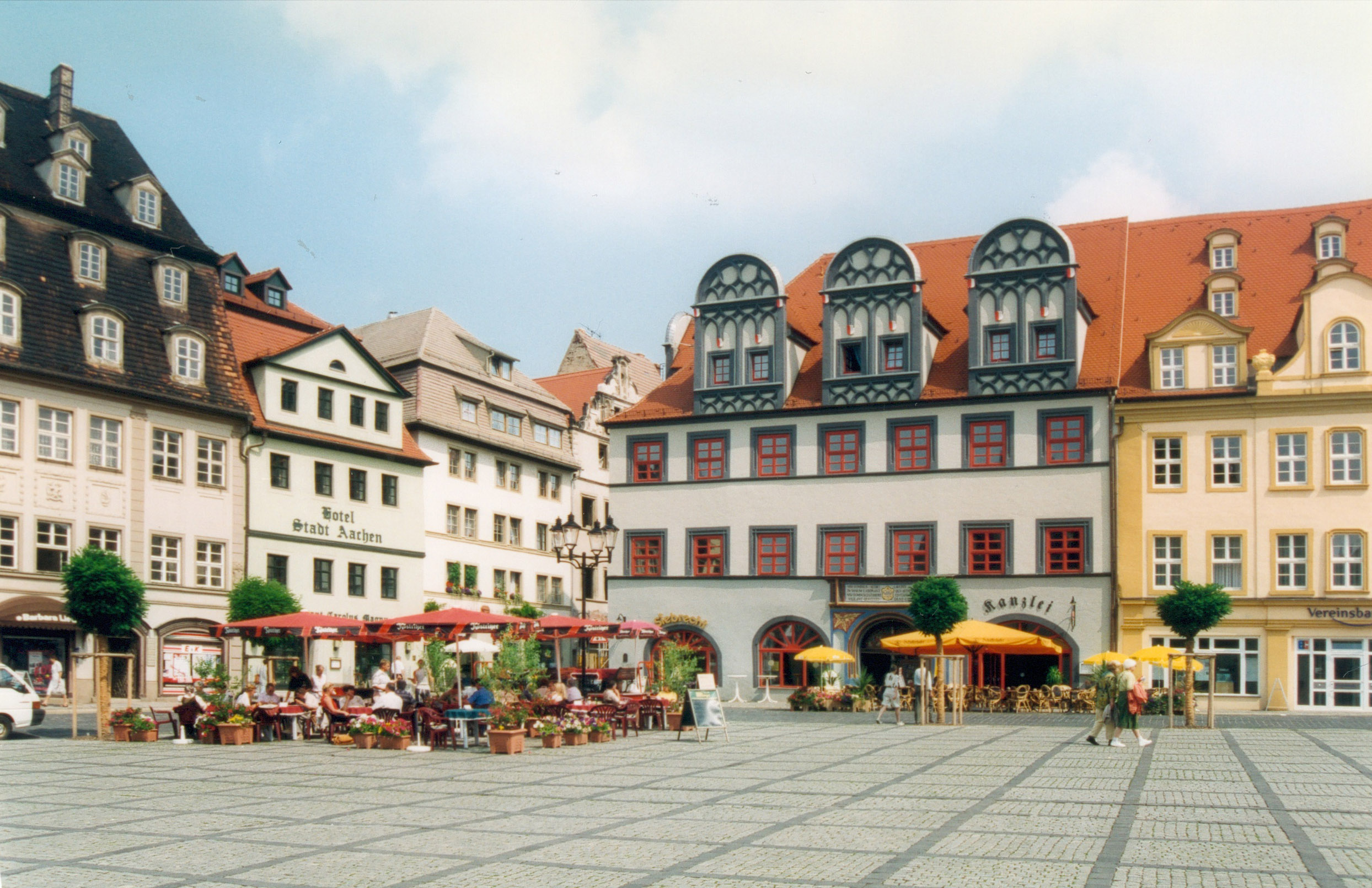
Place du marché.
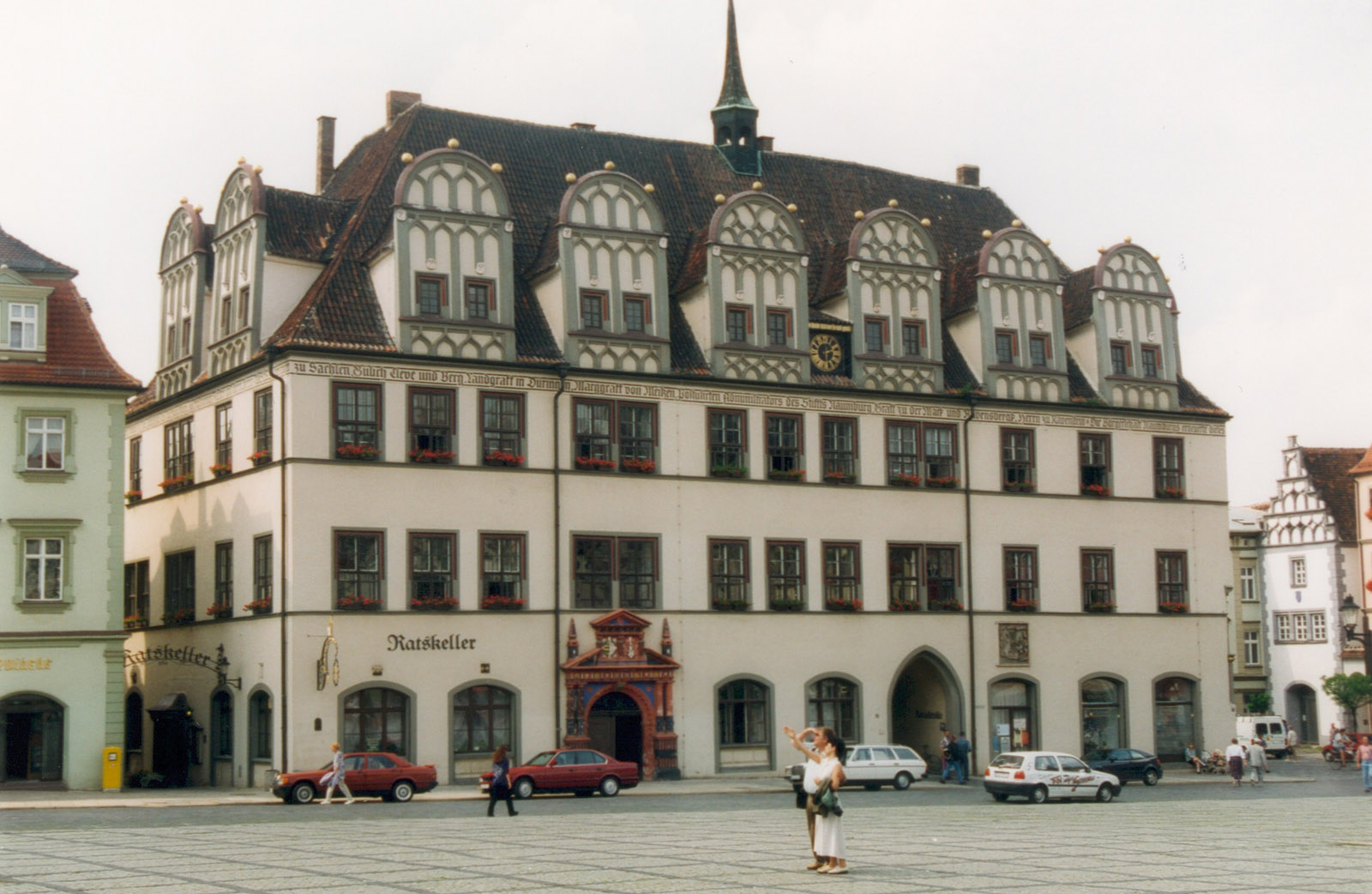
Hôtel de ville.
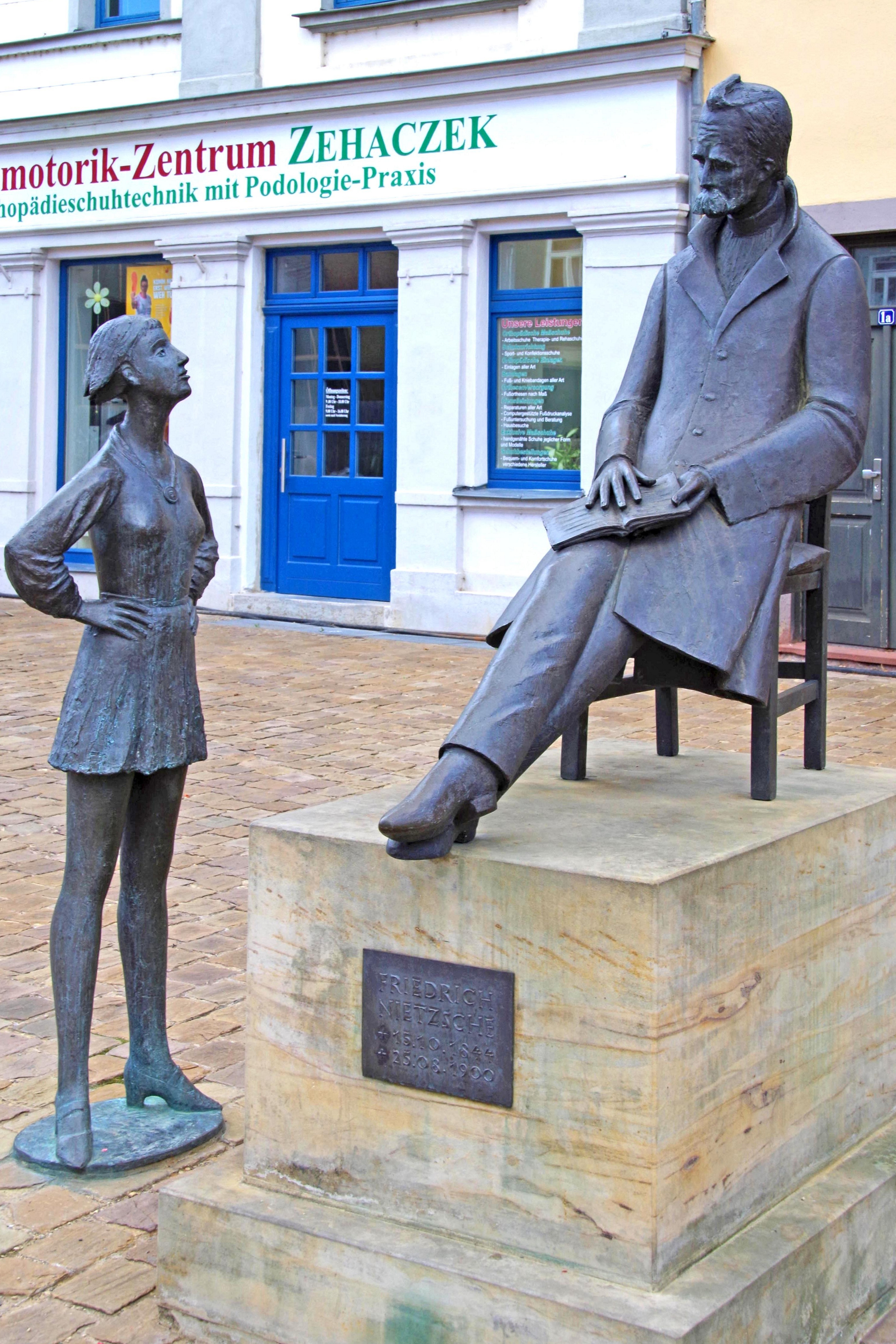
Monument Nietzsche (2007).

## Histoire
| Appartenances historiques Principauté épiscopale de Naumbourg-Zeitz 968-1564 Électorat de Saxe 1564-1656 Duché de Saxe-Zeitz 1656–1718 Électorat de Saxe 1718-1806 Royaume de Saxe 1806–1815 Royaume de Prusse (Province de Saxe) 1815–1871 Empire allemand 1871–1918 République de Weimar 1918–1933 Reich allemand 1933–1945 Allemagne occupée 1945–1949 République démocratique allemande 1949–1990 Allemagne 1990–présent |

La région est habitée dès le Néolithique final (voir ci-après la section intitulée Eulau)
Naumbourg a été mentionnée en 1012, comme se trouvant au croisement de voies commerciales, et érigée à partir de la construction du château fort des margraves de Misnie. La chronique épiscopale de Mersebourg cite en 1021 la fondation quelques années auparavant d'une prévôté, à l'emplacement actuel de la cathédrale.
Le pape Jean XIX consent, à la demande de la dynastie ekkehardienne, de transférer le siège épiscopal de Zeitz à Naumbourg, en 1028, ce qui va donner une grande impulsion à la croissance du bourg. À la mort du margrave Ekkehard II en 1046, l'évêque devient seigneur de Naumbourg. Naumbourg restera à la tête du diocèse, jusqu'en 1568, lorsque la région adopte la Réforme protestante. Cependant les évêques résident encore le plus souvent à Zeitz, à partir du XIIIe siècle. Le dernier évêque catholique est Julius von Pflug (1499-1564), mort et enterré à Zeitz et qui eut des controverses théologiques avec Melanchthon. L'école-cathédrale est fondée en 1030. Naumbourg obtient le statut de ville en 1144.
Naumbourg est pendant tout le Moyen Âge une ville de commerce importante de la Via Regia et la célèbre foire de Naumbourg s'y tient à partir de 1278 annuellement, les jours suivant la fête des saints Pierre et Paul, patrons de la ville. Leipzig, avec sa foire, la détrône au XVIe siècle et surtout après la guerre de Trente Ans.
L'évêché est sécularisé par les protestants et son territoire devient la possession des princes de Saxe. Ils laissent néanmoins un administrateur luthérien pour le fonctionnement de la ville. En 1657, Naumbourg est gouvernée par la ligne cadette des ducs de Saxe-Zeitz, en résidence à Zeitz, jusqu'en 1718. Maurice de Saxe-Zeitz, qui fit construite le château de Moritzburg à Zeitz, en est une figure principale. Auparavant le château de Naumbourg était la résidence principale de cette lignée. À son extinction en 1718, Naumbourg est pleinement intégrée aux territoires de la branche albertine. Elle reste cependant d'un point de vue pastoral, le siège d'un consistoire luthérien (celui de Naumbourg-Zeitz), jusqu'en 1815.
Le congrès de Vienne l'attribue au royaume de Prusse, en effet la Saxe s'était battue du côté des armées napoléoniennes, et avec la chute de l'empereur français elle perdit donc des territoires.
Naumbourg est reliée par le chemin de fer à Halle (Saale) et à Erfurt (Thüringer Bahn), et en 1889, à Artern et enfin en 1900 à Teuchern.
Le tramway fait son apparition à Naumbourg en 1892 et il est électrifié en 1907.
La ville subit de lourds bombardements par l'aviation anglo-américaine entre le 9 et le 11 avril 1945, qui détruit plus de sept cents maisons et fait plus d'une centaine de morts. Les troupes américaines font leur entrée à Naumbourg le 12 avril 1945, suivies trois mois plus tard, le 2 juillet, par les troupes soviétiques. Avec l'afflux de réfugiés, la population de la ville s'élève alors à plus de soixante mille habitants.

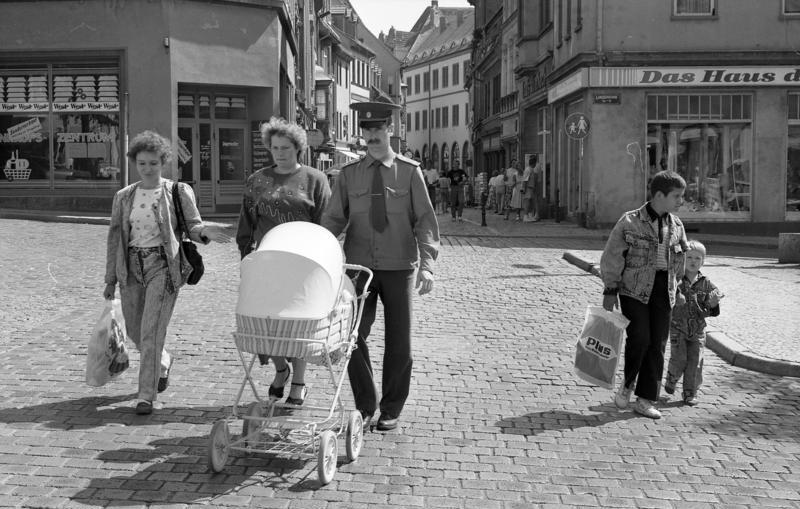
Famille d'un officier russe à Naumbourg.

Naumbourg appartient à la zone d'occupation soviétique, puis à sa création en 1949, à la république démocratique allemande. Diverses industries (machines-outils, métallurgie, chaussures, pharmaceutique) y sont ouvertes et elle devient aussi ville de garnison soviétique.
Lorsque l'Allemagne est réunifiée, Naumbourg, qui faisait partie du district de Halle, est intégrée en 1990 au Land de Saxe-Anhalt. Elle fait partie, à sa création en 1994, de l'arrondissement du Burgenland et en demeure le chef-lieu. L'arrondissement de Weißenfels y est intégré en 2007.
La municipalité de Naumbourg obtient les territoires des anciennes communes de Bad Kösen, Crölpa-Löbschütz, Janisroda et Prißnitz, le 1er janvier 2010.

## Transports
La ville possède une ligne de tramway, en service depuis 1892.

## Jumelages
- Aix-la-Chapelle (Allemagne) depuis 1988
- Les Ulis (France) depuis 2019

## Eulau
Eulau, qui est un Ortsteil de Naumbourg, est un village situé au nord-est de l'agglomération. Une découverte archéologique majeure y a été réalisée au milieu des années 2000. Elle concerne des traces d'habitats et des tombes datées du Néolithique final (2600 av. J.-C.). La particularité du site est la présence de tombes de treize personnes (deux hommes, trois femmes et huit enfants) inhumées en même temps et mortes de façon violente. Les indices retrouvés suggèrent une attaque extérieure au village. Les archéologues s'étonnent de l'absence de jeunes hommes, visiblement absents au moment du drame.
Par-delà la découverte de la tragédie, les recherches isotopiques représentent une avancée pour l'étude de cette période. Il s'avère que les hommes sont tous nés à Eulau, ou dans sa région, et y ont passé leur vie, de même pour les enfants. Les femmes, en revanche, sont nées ailleurs et ne sont probablement venues à Eulau que pour s'y marier. La découverte atteste donc une pratique exogamique répandue à cette époque dans la région du Saxe-Anhalt,.